# Hands (canção)
Hands é uma canção do DJ sueco Mike Perry, da banda pop britânica The Vamps e da cantora pop americana Sabrina Carpenter, lançada em 19 de maio de 2017. Estará inclusa na primeira parte do terceiro álbum da banda, Night & Day (Night Edition), porém não é single de trabalho do mesmo.